# Кайракла
Кайракла — село в Кувандыкском городском округе Оренбургской области.

## География
Находится на расстоянии примерно 22 километров по прямой на северо-запад от окружного центра города Кувандык.

## Климат
Климат умеренно-континентальный. Времена года выражены чётко. Среднегодовая температура по району изменяется от +4,0 °C до +4,8 °C. Самый холодный месяц года — январь, среднемесячная температура около −20,5…−35 °C. Атмосферных осадков за год выпадает от 300 до 450—550 мм, причём большая часть приходится на весенне-летний период (около 70 %). Снежный покров довольно устойчив, продолжительность его, в среднем, 150 дней.

## История
Село получило наименование по реке. Оно основано в 1872 году (по другим сведениям — летом 1876 года) переселенцами из Самарской губернии. Землю вплоть до революции арендовали у башкир — жителей окрестных деревень. В 1901 году отмечаются два хутора при реке Кайракла — Кайраклинский и Нижне-Кайраклинский. В справочнике 1972 года это села Верхняя Кайракла и Нижняя Кайракла. Нижняя Кайракла находилась на 2 км ниже Кайраклы и прекратила существование в 1990 году. До 2016 года входило в состав Куруильского сельсовета Кувандыкского района, после реорганизации этих муниципальных образований в составе Кувандыкского городского округа.

## Население
Постоянное население составляло 253 человека в 2002 году (русские 74 %), 169 в 2010 году.